# Lohme
Lohme est une commune sur l'île de Rügen, dans l'arrondissement de Poméranie-Occidentale-Rügen, Land de Mecklembourg-Poméranie-Occidentale.

## Géographie
L'ancien port de Lohme se trouve au pied des falaises hautes de 50 mètres au nord de la péninsule de Jasmund, en-dessous de la forêt de Stubnitz. Le port est recréé en 1906 et rénové en 1997 est accessible par un escalier pentu.
La commune de Lohme est composée des quartiers de Blandow, Hagen, Lohme, Nardevitz, Nipmerow, Ranzow et Bisdamitz.

## Histoire
Le territoire de Lohme est habité dès le Néolithique, vers 5 500 av. J-C. Des tombes mégalithiques sont découvertes près de Nipmerow en 1983. On trouve un grand nombre de tumulus de l'âge du bronze à Lohme et Nipmerow.
Par la suite, les premières traces de colonisation slave datent de 800. Le nom de Lohme vient du vieux-slave lomŭ, soit "cassure", "brise-vent" ou "carrière".
L'activité balnéaire se développe à partir de 1884 et de la construction de la ligne de chemin de fer vers Bergen en Rügen et Sassnitz.
Dans la nuit du 26 au 27 février 1900, le bateau Rex, qui assure la liaison entre Sassnitz et Trelleborg, s'échoue sur la plage de Blandow. Cinq femmes se noient lors de l'évacuation. Trois jours plus tard, le navire sa casse avec la force des vagues.
À la fin des années 1990, le phare de Ranzow et l'émetteur de Rügen Radio cessent leurs activités.
Le 19 mars 2005, un important éboulement de la falaise oblige à la fermeture de bâtiments à proximité du nouveau bord et à des travaux de consolidation de la falaise.